# Burris Fork Township
Burris Fork Township est un township, situé dans le comté de Moniteau, dans le Missouri, aux États-Unis,.
Le township est baptisé en référence au cours d'eau Burris Fork (en).

### Source de la traduction
- (en) Cet article est partiellement ou en totalité issu de l’article de Wikipédia en anglais intitulé « Burris Fork Township, Moniteau County, Missouri » (voir la liste des auteurs).